# Herbertus spicatus
Herbertus spicatus är en bladmossart som beskrevs av N.G.Hodgetts. Herbertus spicatus ingår i släktet Herbertus och familjen Herbertaceae. Inga underarter finns listade i Catalogue of Life.